# Фарбер, Марвин
Марвин Фа́рбер (англ. Marvin Farber; 14 декабря 1901, Буффало, штат Нью-Йорк — 24 ноября 1980, Миннеаполис) — американский философ. Был почётным профессором, в 1937 — 1961 — заведующим кафедрой философии университета Буффало. В 1940 году основал журнал Philosophy and Phenomenological Research («Философия и феноменологические исследования») и был его редактором до 1980 года. Старший брат основоположника химиотерапии, онколога Сиднея Фарбера.

### На русском языке
- Фарбер Марвин. Субъективизм и проблема объективного мира (Памяти Романа Ингардена) // Философские науки. — 1974. — № 6.

### О Фарбере
- Фарбер // Философский энциклопедический словарь  / Гл. редакция: Л. Ф. Ильичёв, П. Н. Федосеев, С. М. Ковалёв, В. Г. Панов. — М.: Советская энциклопедия, 1983.
- И. А. Михайлов. Фарбер // Новая философская энциклопедия: В 4 тт  / Под редакцией В. С. Стёпина. — М.: Мысль, 2001.